# Marcell Deák-Nagy
Marcell Deák-Nagy (né le 28 janvier 1992 à Budapest) est un athlète hongrois, spécialiste du 400 mètres.

## Carrière
Aux Championnats du monde junior d'athlétisme de 2010 à Moncton, il devient vice-champion du monde junior avec un temps de 46 s 09, peu distant du Grenadin Kirani James (45 s 89).
En 2011, il remporte le titre des Championnats d'Europe juniors de Tallinn et établit un nouveau record de Hongrie sénior de la discipline en 45 s 42.
Marcell Deák-Nagy participe aux Championnats d'Europe 2012 d'Helsinki. Il y remporte la médaille d'argent du 400 m dans le temps de 45 s 52, terminant derrière le Tchèque Pavel Maslák et devant le Français Yannick Fonsat.

## Palmarès
| Date | Compétition                   | Lieu     | Épreuve | Résultat | Temps   |
| ---- | ----------------------------- | -------- | ------- | -------- | ------- |
| 2010 | Championnats du monde juniors | Moncton  | 400 m   | 2e       | 46 s 09 |
| 2011 | Championnats d'Europe juniors | Tallinn  | 400 m   | 1er      | 45 s 42 |
| 2011 | Universiade                   | Shenzhen | 400 m   | 1er      | 45 s 50 |
| 2012 | Championnats d'Europe         | Helsinki | 400 m   | 2e       | 45 s 52 |

### Records
| Épreuve       | Performance | Lieu    | Date             |
| ------------- | ----------- | ------- | ---------------- |
| 400 m         | 45 s 42     | Tallinn | 22 juillet 2011  |
| 400 m (salle) | 47 s 01     | Vienne  | 1er février 2011 |